# Kim Yeong-nam
Kim Yeong-nam (kor. 김 영남; ur. 15 czerwca 1960) – południowokoreański zapaśnik w stylu klasycznym. Dwukrotny olimpijczyk. Złoty medalista z Seulu 1988 i czwarty w Los Angeles 1984. Startował w kategorii 74 kg.
Szóste miejsce na mistrzostwach świata w 1986. Złoto na igrzyskach azjatyckich w 1986 roku.